# Église Saint-Étienne de Soucy
Pour les articles homonymes, voir Église Saint-Étienne et Saint-Étienne (homonymie).
L'église de Soucy est une église située à Soucy, en France. Elle est dédiée à saint Étienne et dépend pour le culte de l'archidiocèse de Sens. Elle est rattachée à la paroisse de Saint-Clément et n'est plus ouverte que pour quelques enterrements ou mariages dans l'année.

## Localisation
L'église est située dans le nord du département français de l'Yonne et la commune de Soucy, près de Sens.

## Histoire
Soucy dépend du pagus de Sens au VIe siècle sous le nom de Sauciacus. Du Moyen Âge à la Révolution, le village est la propriété du chapitre de Sens et l'église a le même dédicataire que la cathédrale. En 1378, le village est ravagé par les troupes de Richard II d'Angleterre et l'église est détruite. Celle-ci date du XVIe siècle avec des restes plus anciens. Les villageois sont alors surtout des laboureurs et des vignerons.
L'édifice est inscrit au titre des monuments historiques en 1930.

## Description
L'édifice est bâti selon un plan irrégulier car il n'y a pas de transept gauche, comme une croix grecque tronquée. L'église mesure 39,30 de longueur pour 8,70 de largeur. Elle se termine par un chœur à trois pans.

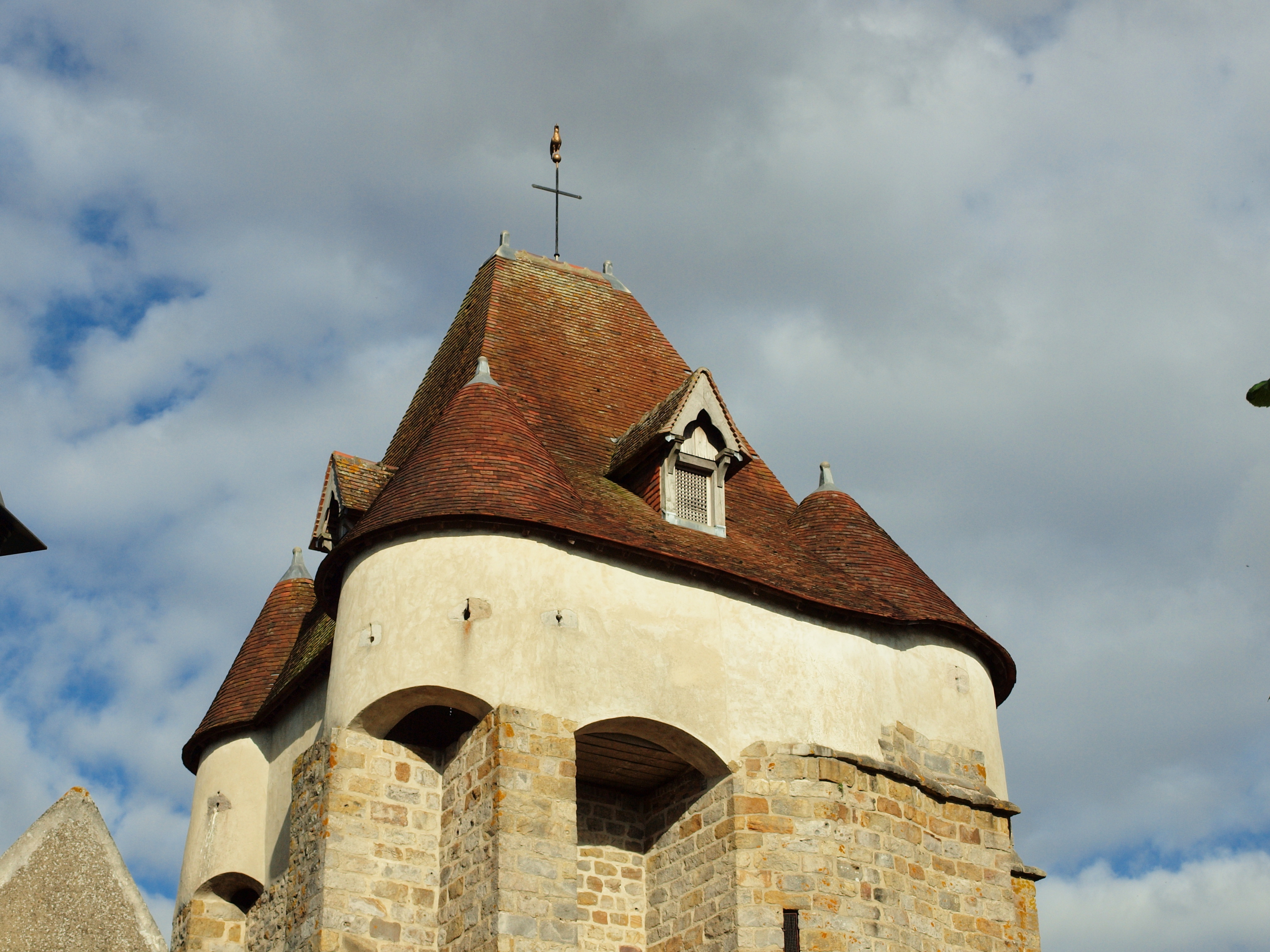
Détail de la flèche du clocher.

La façade avec une petite meurtrière et une fenêtre ronde au-dessus du portail ne présente aucun intérêt architectural. En revanche, la grosse et très haute tour à droite, datant du XVe siècle, évoque une tour fortifiée avec ses mâchicoulis et ses échauguettes, flanquée d'énormes contreforts. Elle repose sur des bases de grès. Elle est surmontée d'une flèche reposant sur une couronne de trèfles. On retrouve le trèfle (XIVe siècle) sur le petit portail sud.
À l'intérieur, la nef est unique sous une voûte de bois s'élevant à 10,30 m. On remarque des poinçons et entraits sculptés de têtes grimaçantes. Au fond, le chœur est revêtu de boiseries. Le tableau d'autel représente le martyre de saint Étienne. Le chœur est orné de statues de saints : saint Étienne (pierre, XVe siècle), saint Antoine (XVIe siècle, dont le socle porte les armoiries de la famille Bouvier), saint Vincent, patron des vignerons (XVIIe siècle), saint Roch, protecteur du bétail (XVIIIe siècle), sainte Barbe que l'on invoque contre les incendies (XVIe siècle). Une statue du XVIe siècle montre une sainte portant des chaînes.
On remarque dans la nef la dalle funéraire de Jean Barraut de Soucy (XVe siècle), près du baptistère à gauche, une cuve baptismale de 1560 et de nouveaux fonts baptismaux en forme de bateau datant du XVIIe siècle. Un bénitier provient de l'abbaye Sainte-Colombe de Sens. Parmi les tableaux, l'un représente la cathédrale de Sens (mur de gauche près du baptistère), un autre une Crucifixion. Dans la chapelle de droite dédiée à la Vierge, un tableau montre la Vierge, l'Enfant Jésus et le petit saint Jean-Baptiste. Cette chapelle est éclairée de trois fenêtres ogivales du XVIe siècle. 
Enfin plusieurs statues du XIXe sont placées de chaque côté.